# Rue Guillaume-Apollinaire (Paris)
Pour les articles homonymes, voir Rue Guillaume-Apollinaire.
La rue Guillaume-Apollinaire est une voie située dans le quartier de Saint-Germain-des-Prés dans le 6e arrondissement de Paris.

## Situation et accès
La rue Guillaume-Apollinaire est desservie par la ligne 4 à la station Saint-Germain-des-Prés.

## Origine du nom

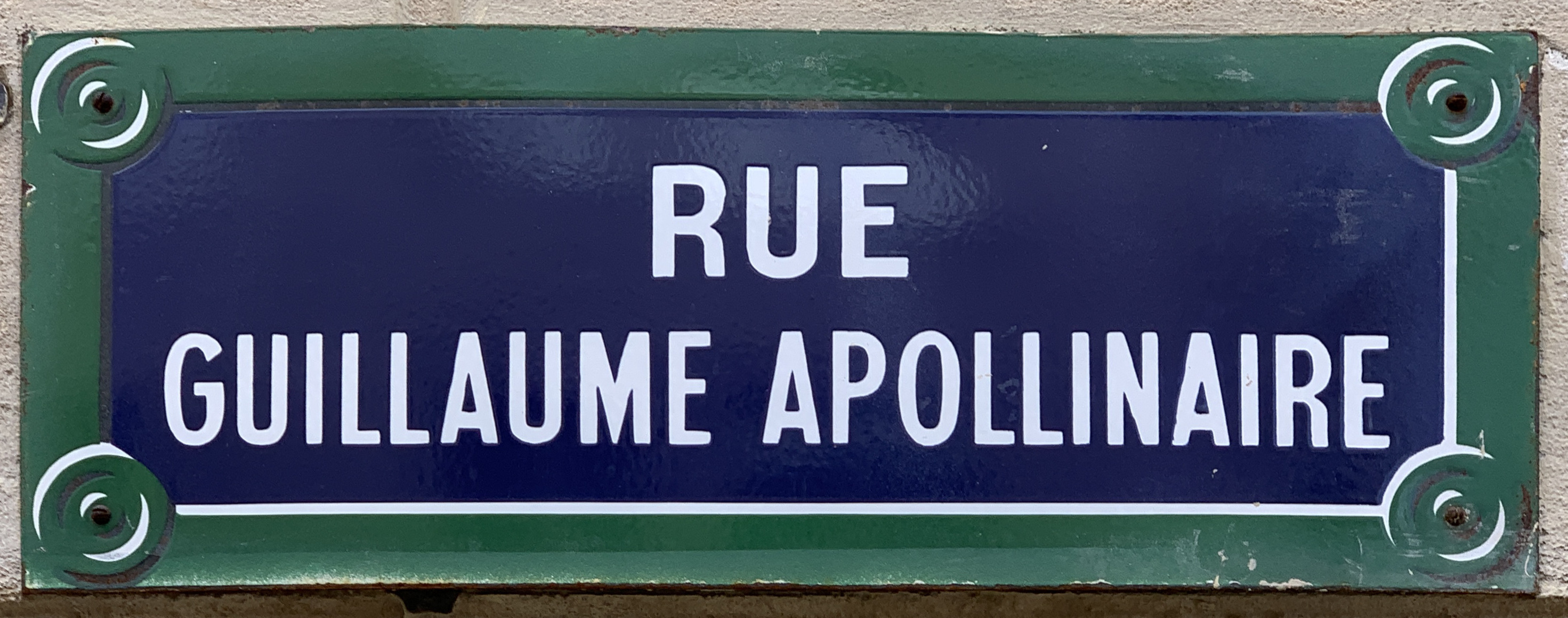
Plaque de la rue.

Elle porte le nom du poète français Wilhelm Apollinaris de Kostrowitsky dit Guillaume Apollinaire (1880-1918).

## Historique
Ouverte en 1866 entre la place Saint-Germain-des-Prés et la rue Saint-Benoît sous le nom de « rue de l'Abbaye » qu'elle prolonge dans sa partie occidentale, cette rue prend en 1951 le nom du poète Guillaume Apollinaire. L'inauguration de la rue a lieu le 9 novembre 1951 en présence notamment de Pierre de Gaulle, Francis Carco, de Paul Léautaud et du comédien Pierre Fresnay qui lira des poèmes de l'auteur.

## Bâtiments remarquables et lieux de mémoire
- Le cinéma Saint-Germain-des-Prés au no 22.